# Elisabeth Mittelstädt
Elisabeth Mittelstädt, geborene Elisabeth Radnic (* 18. April 1946 in Subotica, Vojvodina, Jugoslawien) ist eine ungarische Redakteurin, Publizistin, Herausgeberin und Gründerin der christlichen Frauenzeitschrift Lydia.

## Leben
Elisabeth Radnic wuchs zusammen mit ihren sechs Schwestern in einer katholisch geprägten Familie in Jugoslawien auf. Nach der Schulzeit blieb ihr ein weiterführendes Studium, um Lehrerin und Schriftstellerin werden zu können, verwehrt. Sie begann ab 1959 eine Lehre zur Schneiderin und lernte Kleider zu entwerfen und zu nähen. Im Herbst 1963 floh sie nach Österreich, wo sie sich einige Wochen in einem Lager aufhielt und politisches Asyl beantragte. Es stellte sich heraus, dass zu jener Zeit nur Australien Flüchtlinge aufnahm, was für sie als Zielland jedoch nicht in Frage kam. So kehrte sie wieder in ihre Heimat zurück, wo sie weiter in ihrem Beruf arbeitete. 
1968 reiste sie nach Deutschland aus und studierte bis 1971 am Theologischen Seminar Beröa in Erzhausen, wo sie auch ihren zukünftigen Mann kennenlernte, den Kanadier Ditmar Mittelstädt. Im ersten Praktikum beim Sommerferienlager für Kinder in Ada/Jugoslawien erhielt sie Unterstützung durch ihre Mentoren, Dozent Paul Williscroft und seiner Frau Gladys. Im letzten Jahr folgte ein Auslandseinsatz in einem Kibbuz in Israel. Die Verlobung fand 1971 in ihrer Heimat statt, danach wanderte sie nach Kanada aus, wo 1972 in Vancouver/British Columbia die Hochzeit stattfand. Danach zogen sie nach Santa Ana (Kalifornien), damit ihr Mann das Theologiestudium an der Vanguard University of Southern California in Costa Mesa und der Biola University in La Mirada beenden konnte. 1976/77 arbeitete sie bei Clerk Wycliffe Bible Translators in Orange County (Kalifornien), danach zusammen mit ihrem Mann in der Calvary Temple Gemeinde in Chicago, Illinois. 1980 schloss sie ihre Studien an der Assemblies of God Graduate School, Springfield, Missouri, ab. 
Nach der Rückkehr nach Deutschland, wo ihr Mann 1981 die Stelle als Direktor des deutschen Zweiges des International Correspondence Institute (ICI) antrat, arbeitete sie bis 1985 als Missionarin. Seit 1984 leidet sie unter chronischen Schmerzen infolge einer zahnärztlichen Fehlbehandlung, die sie in ihrer Arbeit sehr einschränkten. In dieser Zeit reifte der Wunsch, eine Zeitschrift für Frauen herauszubringen, um ihre Erfahrungen durch Geschichten mit solchen zu teilen, „die mitten in ihrem Schmerz Stärke und Trost von Gott“ empfangen wollen. So gründete sie 1986 in Aßlar den Lydia-Verlag, den sie zusammen mit ihrem Mann bis 2009 führte. Seit Anfang 2010 gehört der Verlag zu Gerth Medien. Bis 2013 hatte sie die Redaktionsleitung der quartalsweise erscheinenden und mit 75.000 Exemplaren auflagenstärksten christlichen Frauenzeitschrift in Deutschland Lydia inne. Das Magazin erscheint seit 1992 mit Unterstützung der „Stiftung Lydia International“ auch in Rumänischer und Ungarischer Sprache und erreichte 2016 mit einer Auflage von 160.000 Exemplaren Leserinnen und Leser in 101 Ländern.
Von 1992 bis 2000 war Mittelstädt Leiterin von Hope for Europe – women's leadership organization, einer Zusammenarbeit der drei großen evangelikalen Organisationen „AD2000 and Beyond“, „Lausanner Komitee für Weltevangelisation“ und der „Kommission für Frauenfragen der World Evangelical Fellowship“. Sie ist seit 1972 mit dem Theologen Ditmar Mittelstädt verheiratet.

## Ehrungen
- Ihre Biografie wurde 1998 im Who's Who in the World aufgenommen.
- Sie wurde vom „International Biographical Centre“ in Cambridge unter den „Outstanding People of the 20th Century“ ausgezeichnet.
- 2001 wurde sie in Anerkennung ihres langjährigen Beitrags im Bereich christlicher Printmedien zur „Woman of the Year“ ernannt.[9]

## Veröffentlichungen
- Größer als meine Träume (Autobiografie mit Anhang zur Reflexion), Gerth Medien, Aßlar 2011, ISBN 978-3-86591-583-2.
- Wunderbar geleitet: Was wir heute von Frauen der Bibel lernen können, Adeo Verlag, Aßlar 2016, ISBN 978-3-641-19306-5.

als Herausgeber
- Lydia – das Buch, Lydia Verlag, Aßlar 1996, ISBN 978-3-00-000408-7.
- Ein bisschen beim Stern sitzen ...: schönste Erinnerungen, anregende Ideen; ein Weihnachtsbuch, das Herzen bewegt, Brunnen Verlag, Gießen 1999, 5. Aufl. 2004, ISBN 978-3-7655-3790-5; mit Übersetzungen ins Kroatische, Rumänische, Serbische und Ungarische.
- Wunder, die das Herz bewegen, Brunnen Verlag, Gießen 2003, ISBN 978-3-7655-1838-6.
- Frauen begegnen Gott: das Neue Testament mit Andachten für ein ganzes Jahr, Brunnen Verlag, Gießen 2004, ISBN 978-3-7655-1869-0; Gerth Medien, Aßlar 2012, ISBN 978-3-86591-723-2.
- Superfrau ade!: entkommen Sie der Falle des Vergleichens, Brunnen Verlag, Gießen 2005, ISBN 978-3-7655-1898-0.
- Jedem Dunkel folgt ein Licht: Mutmachendes für depressive Zeiten, Brunnen Verlag, Gießen 2005, ISBN 978-3-7655-1899-7.
- Ich werde älter – na und?: zufrieden und zielbewusst von der Lebensmitte bis ins hohe Alter, Brunnen Verlag, Gießen 2005, ISBN 978-3-7655-1936-9.
- Ein Schmunzeln für jeden Tag, Brunnen Verlag, Gießen 2005, ISBN 978-3-7655-8840-2.
- Geschenke, die der Himmel schickt: wunderbare Antworten auf alltägliche Gebete, Brunnen Verlag, Gießen 2007, 2. Aufl. 2010, ISBN 978-3-7655-4092-9.
- Freundinnen fürs Leben: ... wie wir sie finden und behalten, Brunnen Verlag, Gießen 2007, ISBN 978-3-7655-1966-6.
- Gelegentlich stürmisch: Mütter und Töchter – Beziehungsgeschichten, Brunnen Verlag, Gießen 2008, ISBN 978-3-7655-1905-5.
- Ein Segenswunsch für jeden Tag, Brunnen Verlag, Gießen, 2008 ISBN 978-3-7655-7001-8.
- Das Leben scheint nicht immer fair: wie man Mut gewinnt, schwere Zeiten durchzustehen, Brunnen Verlag, Gießen 2009, ISBN 978-3-7655-1731-0.
- Da hörte ich Gott zu mir reden, Brunnen Verlag, Gießen 2009, ISBN 978-3-7655-1732-7.
- Wunder der Weihnacht: wahre Geschichten, die das Herz bewegen, Gerth Medien, Aßlar 2010, ISBN 978-3-86591-551-1.
- Frauen begegnen Gott. Die Weisheitsbücher des Alten Testaments mit Andachten für ein ganzes Jahr, Gerth Medien, Aßlar 2012, ISBN 978-3-86591-723-2.
- Ein Psalm in meinem Herzen: mit den Psalmen durch das Jahr, Abendgebete, Gerth Medien, Aßlar 2013, ISBN 978-3-86591-909-0.
- Ein Hauch vom Himmel: getröstet in Zeiten der Trauer, Gerth Medien, Aßlar 2014, ISBN 978-3-86591-978-6.